# Lolita (term)
För andra betydelser, se Lolita (olika betydelser).
Lolita är i slang en benämning på en förförisk eller sexuellt brådmogen flicka som befinner sig – eller till synes befinner sig – tidigt i puberteten. Begreppet kommer från rollfiguren Lolita i Vladimir Nabokovs roman med samma namn, och det blev känt för en bredare publik genom Stanley Kubricks film från 1962. Romanens huvudperson Humbert Humbert använder det nypåfunna ordet nymfett, en diminutivform av nymf, för att beskriva Lolita, men denna term har aldrig fått samma spridning.
Ofta används begreppet lolita om vuxna kvinnor som väljer att uttrycka sig på ett förföriskt, men samtidigt skenbart barnsligt sätt. Detta är vanligt inom pornografin, där regissörer som Max Hardcore har gjort flertalet filmserier på temat. Petita aktriser som Ashley Blue, Barbii Bucxxx och Aurora Snow har också i början av sina karriärer helt och hållet marknadsfört sig på detta sätt. 
Det förekommer även i annan populärkultur, som exempelvis hos den franska sångerskan Alizée som uppträdde i lolitastil under de första åren som artist.
I Japan används även termen om en oskuldsfull flickaktighet och en klädstil. I detta fall har ordet lolita ingen koppling till sexualitet, pornografi eller en förförisk attityd, utan är endast fokuserad på oskyldig flickaktighet men utan någon mörkare underton. Det är en klädstil inspirerad av rokoko med klänningar med stora underkjolar och ett väldigt docklikt utseende.

## Källhänvisningar
1. ↑  "lolita". NE.se. Läst 3 augusti 2014.